# Edoardo Mortara
Pour les articles homonymes, voir Mortara (homonymie).
Edoardo Mortara, né le 12 janvier 1987 à Genève, est un pilote automobile italo-suisse, courant sous licence suisse depuis 2016. Il courait avant 2016 sous licence italienne et possédait la nationalité française jusqu'en 2013. Il est titulaire en Championnat du monde de Formule E avec Venturi Racing depuis 2018.

## Carrière en sport automobile
- 2006 : 4e du Championnat d'Italie de Formule Renault
- 2007 : 8e du championnat de Formule 3 Euro Series
- 2008 : 2e du championnat de Formule 3 Euro Series
- 2009 : 14e du GP2 Series, vainqueur du Grand Prix de Macao
- 2010 : Champion Formule 3 Euro Series  avec 4 pole positions, 6 victoires, 10 podiums, et 6 meilleurs tours et seconde victoire au Grand Prix de Macao
- 2011 : 9e du championnat DTM (1 victoire hors-championnat)
- 2011 : Vainqueur Macao GT Cup sur Audi R8 LMS
- 2012 : 5e du championnat DTM (2 victoires)
- 2012 : Vainqueur Macao GT Cup sur Audi RS6 LMS
- 2013 : 21e du championnat DTM
- 2013 : Vainqueur Macao GT Cup sur Audi R8 LMS
- 2014 : 5e du championnat DTM (2 podiums)
- 2015 : 4e du championnat DTM (1 victoire)
- 2016 : 2e du championnat DTM (5 victoires)
- 2017 : 14e du championnat DTM
- 2018 : 6e du championnat DTM (2 victoires)
- 2018 : 13e du championnat de Formule E (1 podium)
- 2019 : 14e du championnat de Formule E (1 victoires)
- 2020 : 14e du championnat de Formule E
- 2021 : 2e du championnat du monde de Formule E (1 victoire)
- 2022 : 3e du championnat du monde de Formule E (4 victoire)

### Depuis 2018: Titulaire en Formule E avec Venturi
Depuis 2018, Edoardo Mortara est titulaire en Championnat du monde de Formule E FIA avec l'écurie Monégasque Venturi Racing. La première saison du pilote Suisse avec Venturi est bonne. Il termine 14e du classement général avec 29 points mais avec un podium lors de la course 2 à Hong Kong. La saison 2018-2019 est compliquée avec un manque de régularité et de performances chez Venturi. Il termine 14e inscrivant 52 points avec 2 podiums don sa première victoire à Hong Kong et la première victoire de l'équipe Venturi en Formule E après 5 saisons après la pénalité de Sam Bird (pilote Virgin Racing). La saison 2019-2020 est compliquée pour Venturi qui souffre d'un manque de performances et les deux pilotes présentent des difficultés à marquer des points. Edoardo Mortara terminera 14e du Championnat Pilotes avec 41 points et dominera son coéquipier Felipe Massa arrivé en 2018-2019. La saison 2020-2021 est sa meilleure saison en Formule E. Il terminera Vice Champion du monde avec 92 points, remportera une course à Puebla au Mexique et montera sur 4 podiums. Son coéquipier Français Norman Nato (débutant en Formule E) aura plus de difficultés mais remportera la dernière course de la saison à Berlin. En 2022, il reste chez Venturi pour sa 5e saison en Formule E et est rejoint par le Champion 2016-2017 Lucas di Grassi pour remplacer Norman Nato parti en Endurance. Il effectue un excellent début de saison en terminant 6e de la Course 1 et remportant sa 3e victoire en Formule E lors de la Course 2 tant dis que son coéquipier terminera 5e et 3e. Il est actuellement leader du Championnat du monde avec 33 points soit 5 points devant Nyck de Vries (pilote Mercedes et second au Classement Pilotes).

## Résultats en formules de promotion (2006-2010)
| Année | Catégorie                          | Ecurie                       | Courses | Victoires     | Podiums       | Meilleurs tours | Pôles positions | Pts           | Pos |
| ----- | ---------------------------------- | ---------------------------- | ------- | ------------- | ------------- | --------------- | --------------- | ------------- | --- |
| 2006  | Formule Renault Eurocup 2.0        | PREMA Powerteam              | 14      | 0             | 0             | 0               | 0               | 8             | 21e |
| 2006  | Formule Renault Eurocup 2.0 Italie | PREMA Powerteam              | 15      | 2             | 3             | 1               | 0               | 144           | 4e  |
| 2007  | Formule 3 Euro Series              | Signature Plus               | 20      | 0             | 4             | 1               | 0               | 37            | 8e  |
| 2007  | Grand Prix de Macao                | Signature Plus               | 1       | course unique | course unique | course unique   | course unique   | course unique | 10e |
| 2008  | Formule 3 Euro Series              | Signature Plus               | 20      | 1             | 6             | 0               | 0               | 49.5          | 2e  |
| 2008  | Grand Prix de Macao                | Signature Plus               | 1       | course unique | course unique | course unique   | course unique   | course unique | 2e  |
| 2009  | GP2 Asia Series                    | Team Arden                   | 8       | 0             | 1             | 0               | 0               | 11            | 11e |
| 2009  | GP2 Series                         | Team Arden                   | 20      | 1             | 1             | 2               | 0               | 19            | 14e |
| 2009  | Formule Renault 3.5 Series         | Tech3 Racing Team SG Formula | 4       | 0             | 0             | 0               | 0               | 6             | 24e |
| 2009  | Formule 3 Euro Series              | Kolles & Heinz Union         | 2       | 0             | 0             | 0               | 0               | N.C           | N.C |
| 2009  | Grand Prix de Macao                | Signature Plus               | 1       | course unique | course unique | course unique   | course unique   | course unique | 1er |
| 2010  | Formule 3 Euro Series              | Signature Plus               | 18      | 7             | 11            | 6               | 5               | 101           | 1er |
| 2010  | Grand Prix de Macao                | Signature Plus               | 1       | course unique | course unique | course unique   | course unique   |               | 1er |

## Résultats en DTM (2011-2018)
| Année | Voiture              | Équipe                                     | Courses disputées | Victoires | Pole positions | Podiums | Records du tour | Points inscrits | Classement |
| ----- | -------------------- | ------------------------------------------ | ----------------- | --------- | -------------- | ------- | --------------- | --------------- | ---------- |
| 2011  | Audi A4 DTM 08       | Team Rosberg                               | 10                | 0         | 0              | 2       | 0               | 21              | 9e         |
| 2012  | Audi A5 DTM          | Team Rosberg                               | 10                | 2         | 1              | 3       | 0               | 82              | 5e         |
| 2013  | Audi RS5 DTM         | Team Rosberg                               | 10                | 0         | 0              | 0       | 0               | 3               | 21e        |
| 2014  | Audi RS5 DTM         | Audi Sport Team Abt                        | 10                | 0         | 0              | 2       | 0               | 68              | 5e         |
| 2015  | Audi RS5 DTM         | Audi Sport Team Abt                        | 18                | 1         | 1              | 5       | 1               | 143             | 4e         |
| 2016  | Audi RS5 DTM         | Audi Sport Team Abt                        | 18                | 5         | 2              | 8       | 3               | 202             | 2e         |
| 2017  | Mercedes-AMG C63 DTM | Mercedes-AMG Motorsport BWT                | 18                | 0         | 0              | 1       | 0               | 61              | 14e        |
| 2018  | Mercedes-AMG C63 DTM | Silberpfeil Energy Mercedes-AMG Motorsport | 20                | 2         | 1              | 5       | 1               | 140             | 6e         |

## Résultats en Formule E (depuis 2018)
| Saison    | Ecurie                 | Chassis                          | ePrix | Victoires | Podiums | Pôles positions | Meilleurs tours | Pts | Pos |
| --------- | ---------------------- | -------------------------------- | ----- | --------- | ------- | --------------- | --------------- | --- | --- |
| 2017-2018 | Venturi Formula E Team | VenturiVM200-FE03                | 12    | 0         | 1       | 0               | 0               | 29  | 13e |
| 2018-2019 | Venturi Formula E Team | Venturi VFE05                    | 13    | 1         | 2       | 0               | 0               | 52  | 14e |
| 2019-2020 | ROKiT Venturi Racing   | Mercedes Benz EQ Silver Arrow 01 | 11    | 0         | 0       | 0               | 0               | 41  | 14e |
| 2020-2021 | ROKiT Venturi Racing   | Mercedes Benz EQ Silver Arrow 02 | 15    | 1         | 4       | 0               | 0               | 92  | 2e  |
| 2021-2022 | ROKiT Venturi Racing   | Mercedes Benz EQ Silver Arrow 02 | 16    | 4         | 6       | 2               | 0               | 169 | 3e  |
|           |                        |                                  | 67    | 6         | 13      | 2               | 0               | 383 |     |

## Galerie

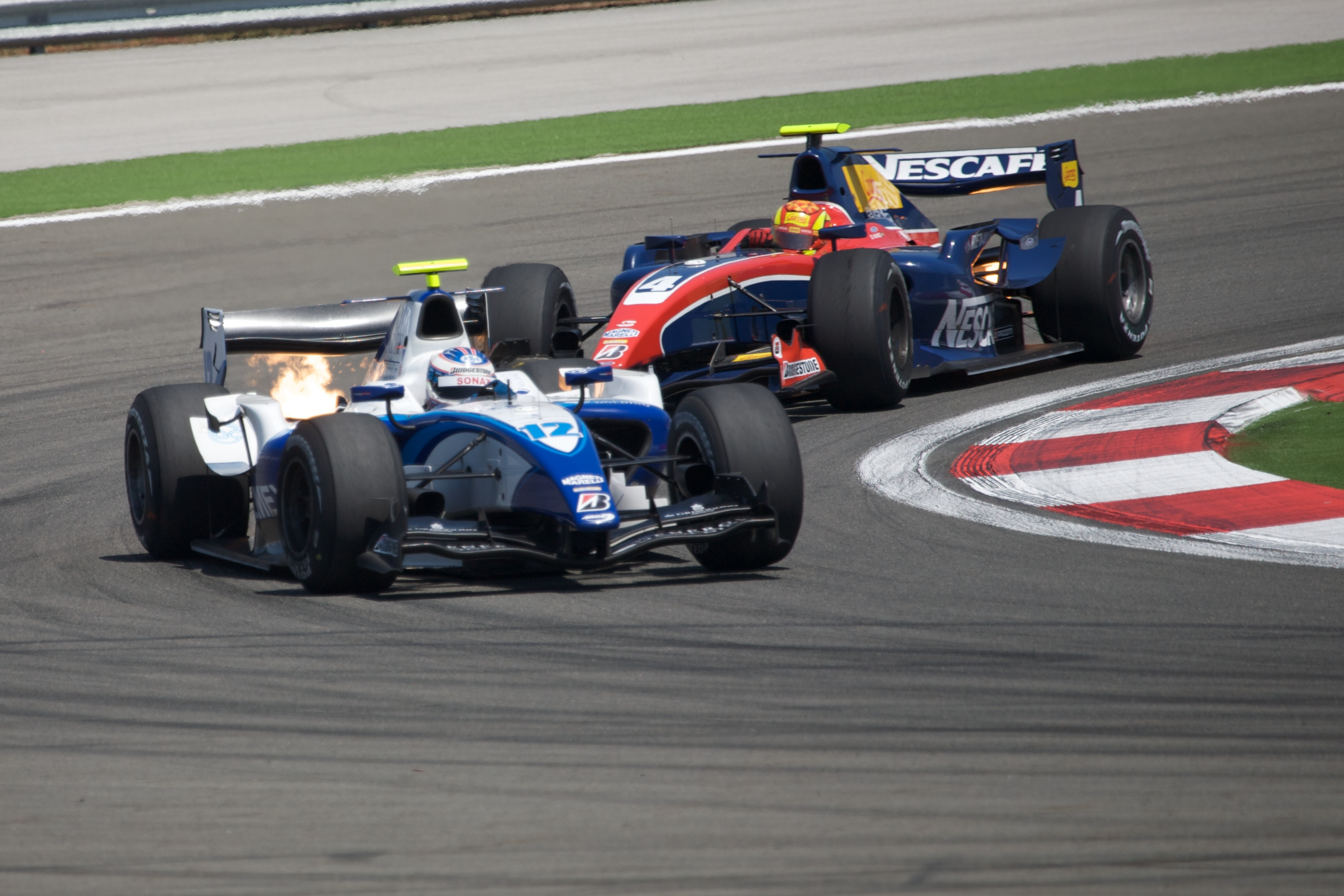
Edoardo Mortara en GP2 en 2009.
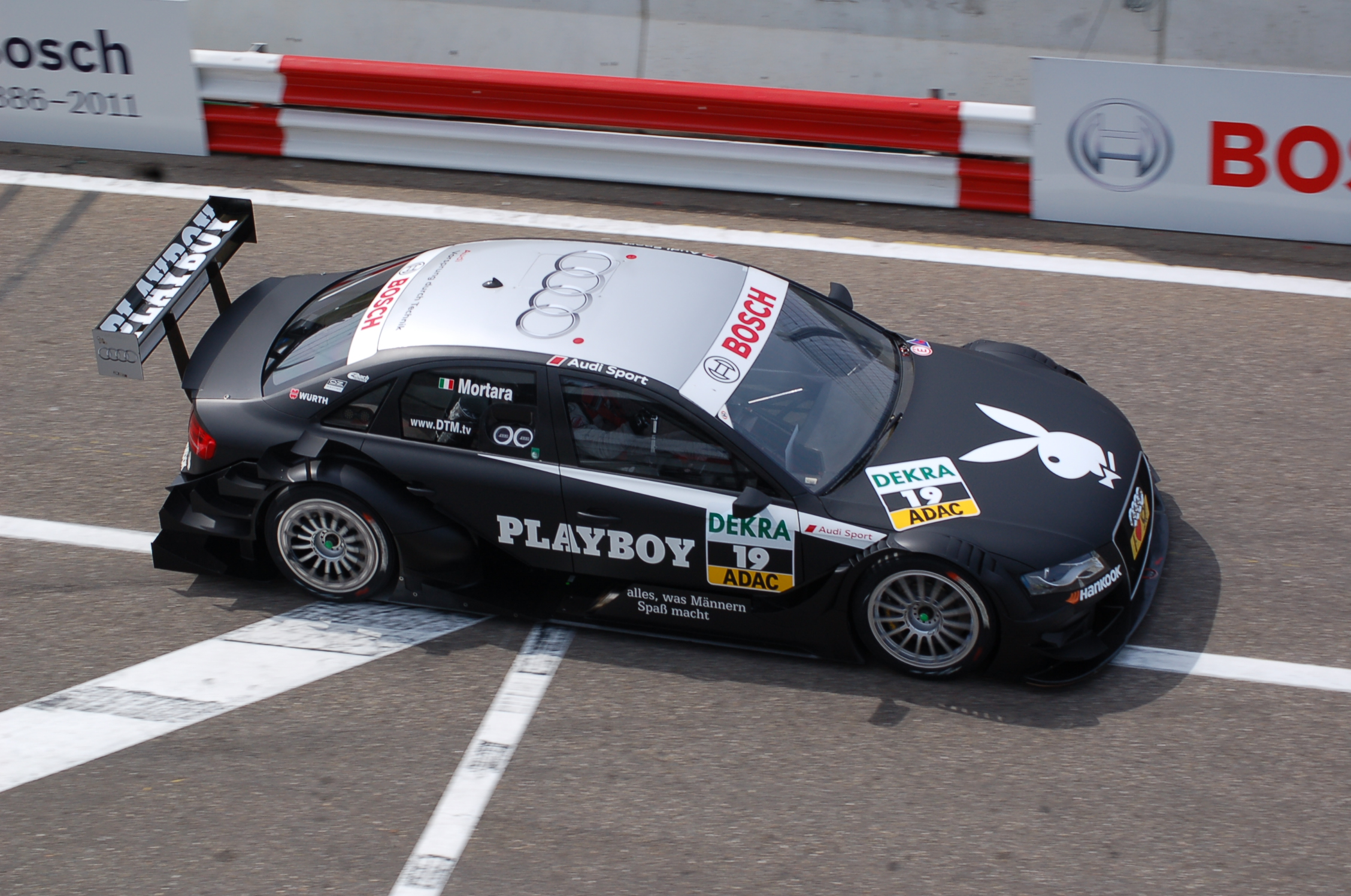
Edoardo Mortara sur son Audi A4 DTM 08 en DTM en 2011.
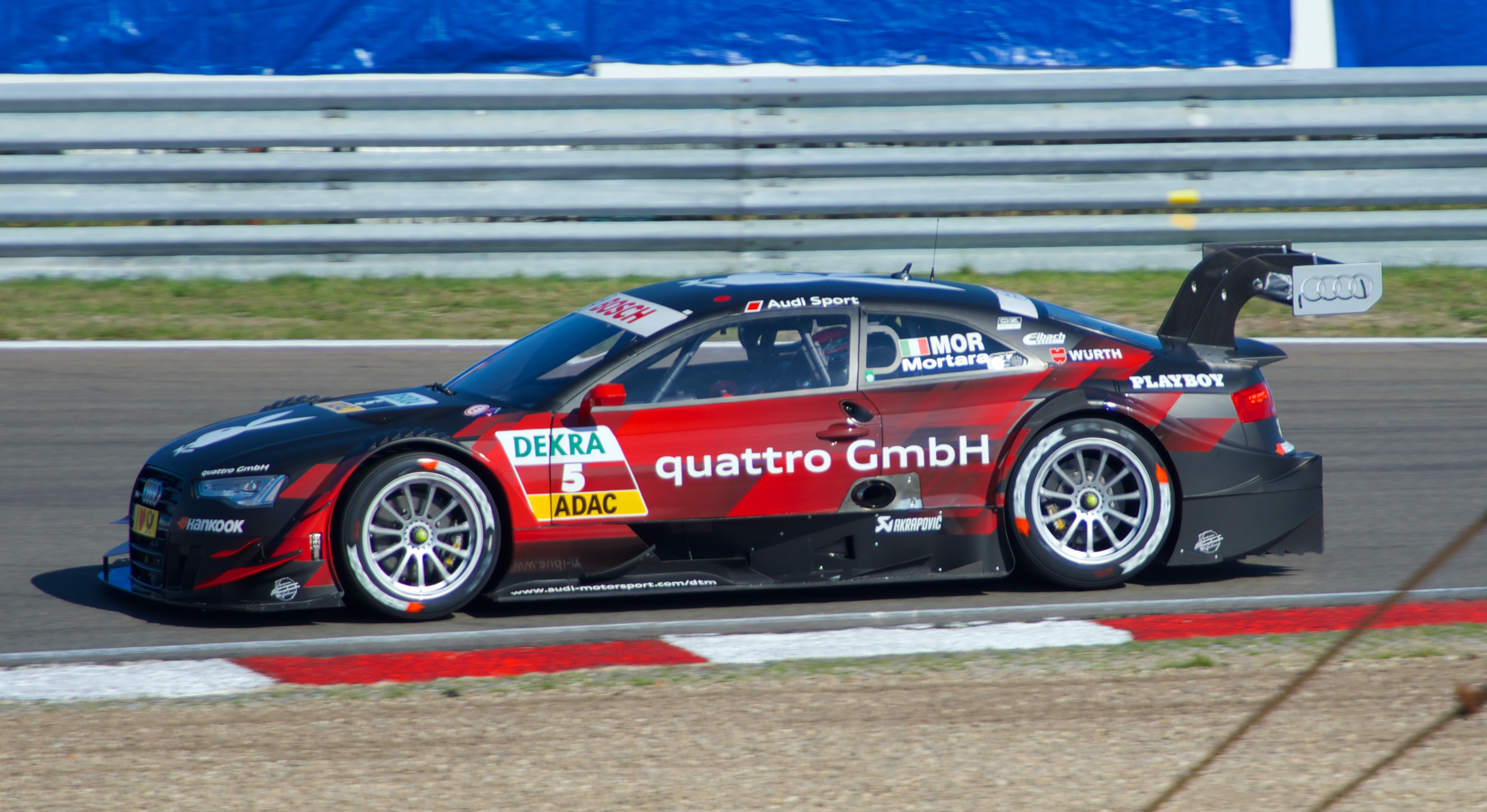
Edoardo Mortara et sa Audi RS5 DTM en DTM en 2013 à Zandvoort.
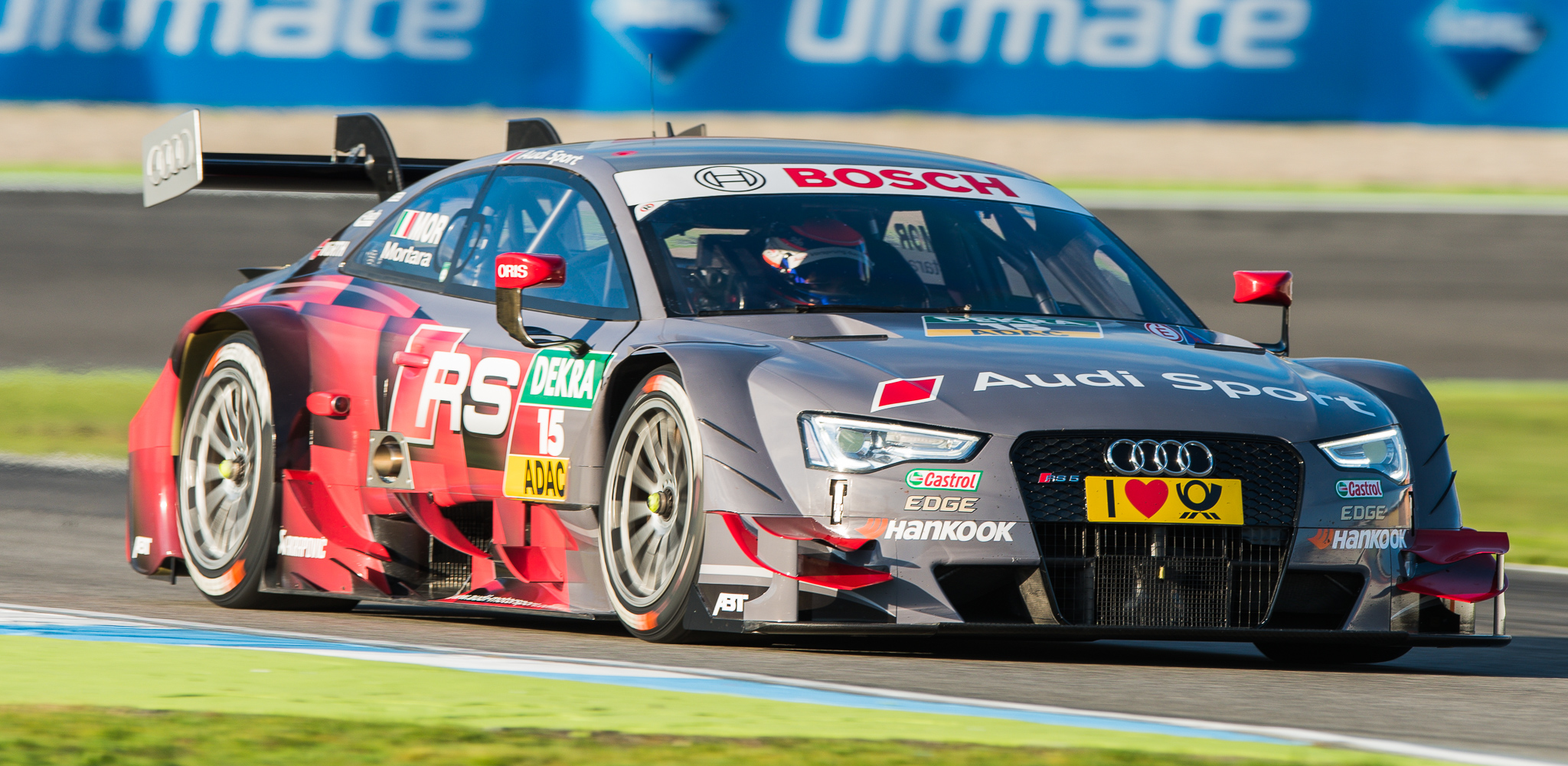
Edoardo Mortara sur sa Audi RS5 DTM en DTM en 2014 sur le Hockenheimring.
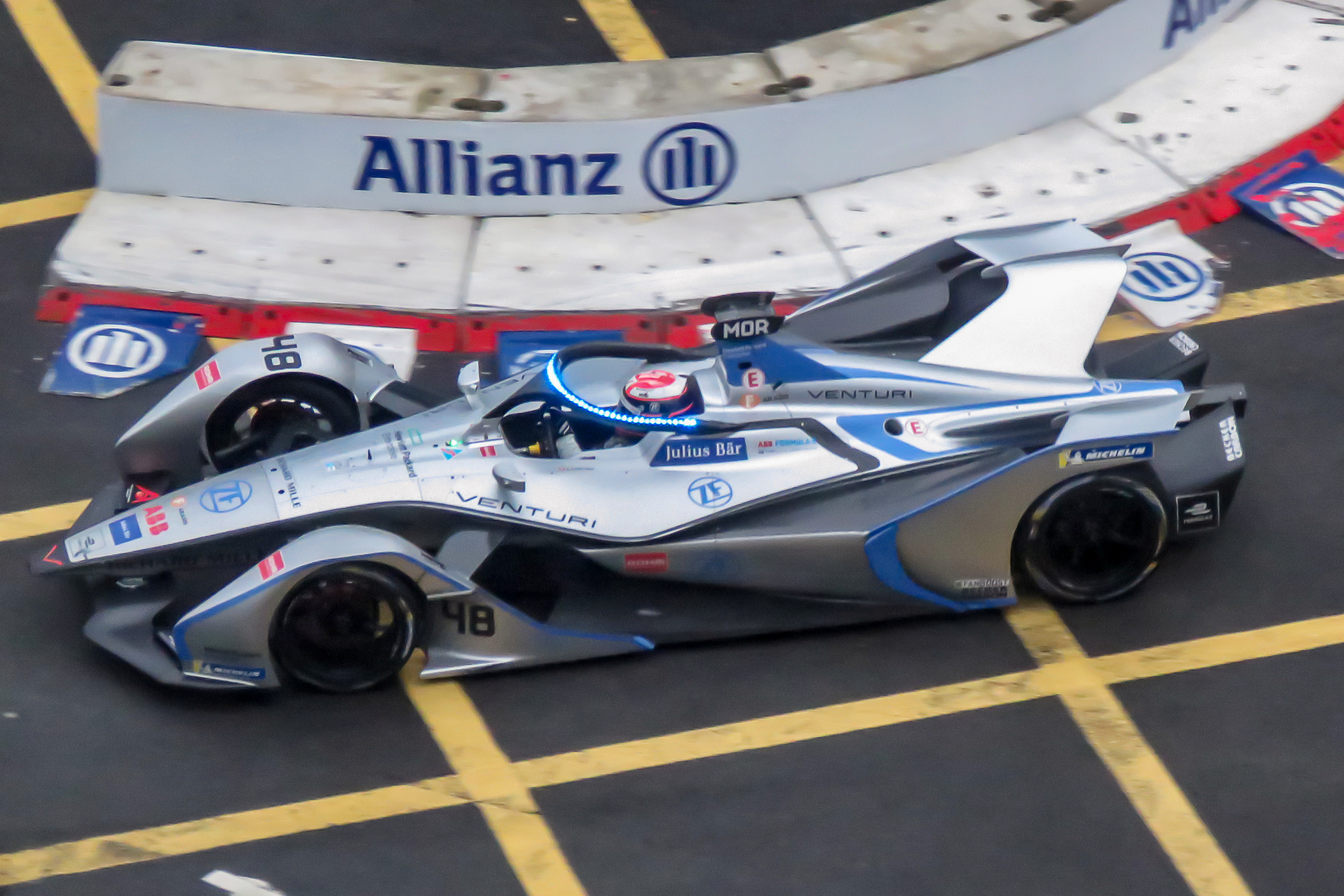
Edoardo Mortara sur sa Venturi en Formule E en 2018, à Hong Kong.